# ГЕС Ерменек
ГЕС Ерменек — гідроелектростанція на півдні Туреччини. Знаходячись між ГЕС Даран 1-2 (вище по течії) та ГЕС Гезенде, входить до складу каскаду на річці Göksu (античний Калікадн), яка впадає до Середземного моря неподалік від міста Сіліфке.
У межах проєкту річку після злиття її лівого та правого витоків Gökdere та Gökçay (на останньому і працює зазначена вище ГЕС Даран 2) перекрили бетонною арковою греблею висотою 218 метрів (від фундаменту, висота від дна річки — 210 метрів) та довжиною 123 метри, яка потребувала 303 тис. м3 матеріалу. На час будівництва воду відвели за допомогою тунелів загальною довжиною 1,75 км. Гребля утримує велике водосховище з площею поверхні 61,5 км2 та об'ємом 4583 млн м3 (корисний об'єм 1747 млн м3), у якому припустиме коливання рівня в операційному режимі між позначками 660 та 694 метрів НРМ.
Зі сховища через правобережний гірський масив прокладено дериваційний тунель довжиною 8,2 км із діаметром 5,6 км. На своєму шляху він приймає додатковий ресурс, котрий пройшов через малу ГЕС Ерік потужністю 6,8 МВт (живиться через тунель довжиною 4,2 км). На завершальному етапі вода потрапляє у похилий напірний тунель довжиною 1,1 км з діаметром 4,7 метра. В системі також працює запобіжний балансувальний резервуар висотою 150 метрів із діаметром 11 метрів.
Розташований на березі річки наземний машинний зал обладнали двома турбінами типу Френсіс загальною потужністю 302,4 МВт, які при чистому напорі у 327 метрів повинні забезпечувати виробництво 1187 млн кВт·год електроенергії на рік. Поява водосховища також збільшила виробітку на розташованій нижче станції Гезенде на 338 млн кВт·год.